# Walter Gropius
Walter Adolph Georg Gropius (Berlin, 1883. május 18. – Boston, Massachusetts, 1969. július 5.) német építész, a Bauhaus alapítója.

## Élete

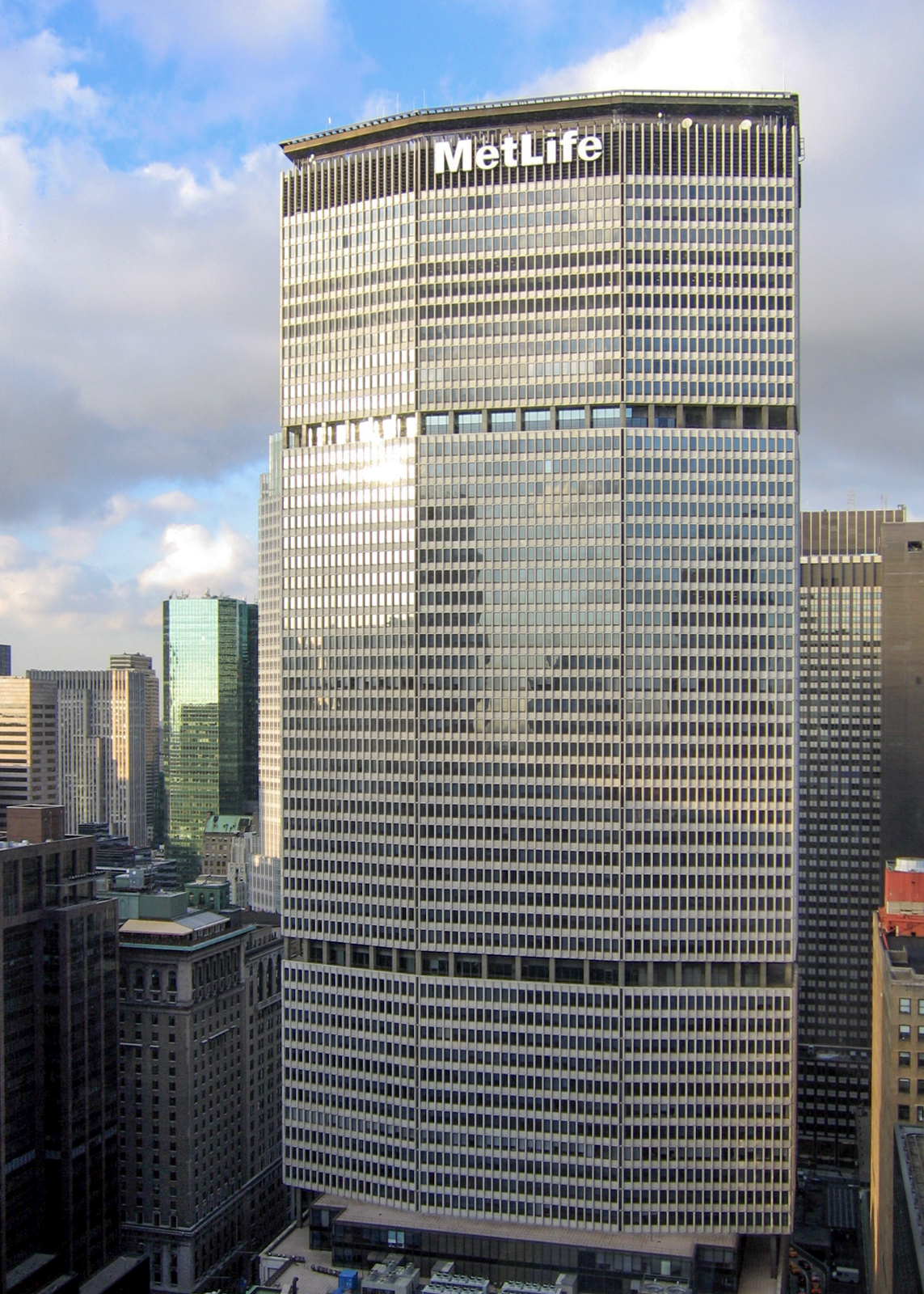
Az egykori Pan Am (ma MetLife) Building New Yorkban

Berlinben született azonos nevű apja, a kormányzat építésügyi tanácsosának harmadik gyermekeként. Gropius, apjához hasonlóan, az építészi pályát választotta és olyan épületeket tervezett, amelyeket méltán hasonlítottak az absztrakt festményekhez. Weimarban ő alapította a Bauhaus nevű tervezőiskolát, amelyben modern és újszerű anyagoknak az eredeti felfogásban tervezett bútoroknál és épületeknél való felhasználását tanította híres művésztársaival, (pl. Johannes Itten, Moholy-Nagy László, Oskar Schlemmer, Vaszilij Kandinszkij stb.)
Gropius feleségül vette Alma Mahlert, Gustav Mahler zeneszerző özvegyét. Lányuk, Manon (1916–1935) gyermekbénulásban halt meg 19 éves korában. Manon emlékére írta Alban Berg a híres hegedűversenyét. A házasság nem bizonyult tartósnak – válásuk után Alma Franz Werfelhez ment feleségül. 
Gropius tevékenységét a liberális Weimari köztársaság is támogatta. A historizmussal szakított és úttörője volt a funkcionalizmusnak, az üveg–beton építészetnek.
A nácik hatalomra kerülése után Gropius kénytelen volt emigrálni. Nagy-Britanniában telepedett le, majd élete további részét az Amerikai Egyesült Államokban töltötte. 1969-ben hunyt el Bostonban.

## Jelentősebb épületei
- Fagus Művek, 1916, (Alfeld an der Leine)
- Bauhaus, 1919–1925, Dessau, Németország
- Gropius House, 1937, Lincoln, Massachusetts, Fotók
- New Kensington-lakótelep, 1943, (Pittsburgh)
- Harvard Graduate Center, 1950, Cambridge, Massachusetts
- Interbau Apartment House, 1957, Berlin, Németország, Wils Eberttel és a TAC-cal, Fotók
- Pan Am Building (ma MetLife Building), 1963, New York

## Dessaui Állami Bauhaus épülete

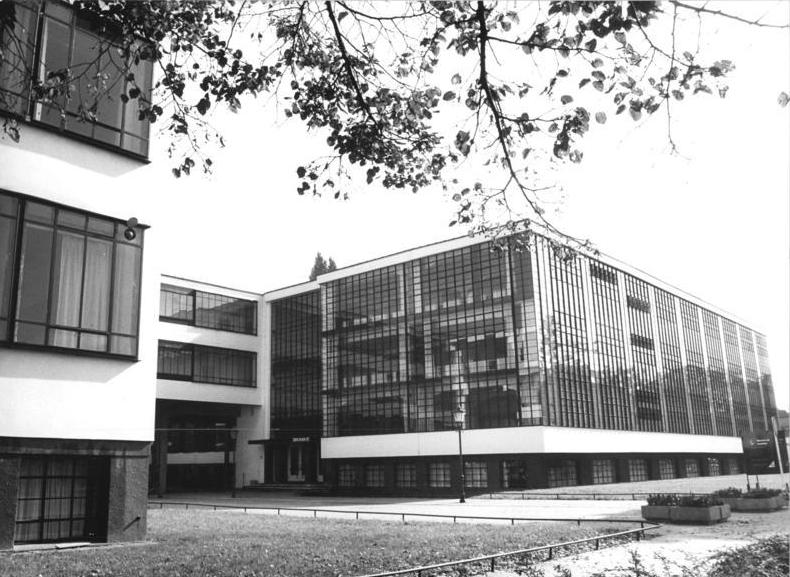
Das Bauhaus, Dessau

Walter Gropius egyik legfeltűnőbb alkotása, amely a modern építészet szimbólumává vált. Az épületkomplexum 5 része egymáshoz kapcsolódik, de eltérő magasságúak. Fontos szempont volt az épületrészek kialakításában a funkciók betöltése. A természetes világítást a műhelyrész 3 emelet magas függönyfala biztosítja. Az épületegységek közti kapcsolatot hídszerűen beépített átjárók adják.
- Lásd még: Bauhaus

## Emlékezete

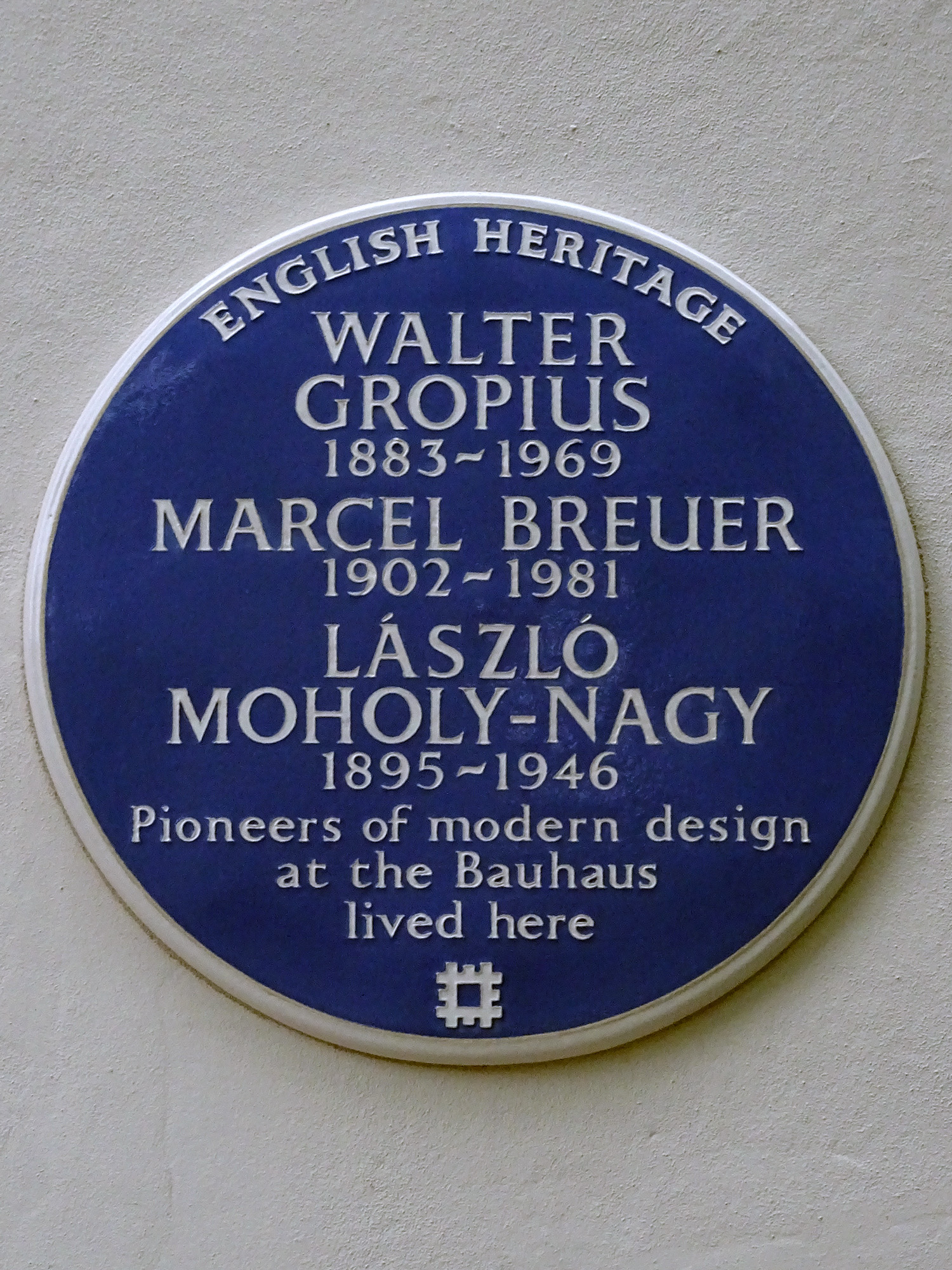
Emléktáblája Londonban

- Londonban emléktáblát állítottak az ő, Breuer Marcell és Moholy-Nagy László emlékére.
- Alakja felbukkan (említés szintjén) Kondor Vilmos magyar író Budapest noir című bűnügyi regényében.

## Magyarul megjelent művei
- Oskar Schlemmer–Moholy-Nagy László–Molnár Farkas: A Bauhaus színháza; utószó Walter Gropius, magyar utószó Kocsis Rózsa, ford. Kemény István; Corvina, Bp., 1978
- Apolló a demokráciában; ford. Veress Anna, utószó Gábor Eszter; Corvina, Bp., 1981